# Речная чашечка
Чашечка речная (лат. Ancylus fluviatilis) — вид пресноводных лёгочных моллюсков семейства катушек. Встречается в Европе, Западной Африке и на юге Сибири до Алтая. В честь этих ракушек названо Анциловое озеро, предшествовавшее Балтийскому морю.

## Описание
Тело покрыто раковиной длиной до 5 мм в виде колпачка с невысокой вершиной. Мантийная полость редуцирована, нижний край мантии имеет лопастеобразный вырост, который функционирует как жабры. Глаза у основания щупалец.
Населяет быстротекущие ручьи и реки. Питается водорослями, зелёными частями растений. Участвует в биологическом очищении водоёмов.